# Liuchong He
Der Liuchong He (chinesisch 六衝河 / 六冲河, Pinyin Liùchōng Hé) ist der nördlichere der beiden Quellflüsse des Wu Jiang, eines rechten Nebenflusses des Jangtsekiang. 
Der Liuchong He entspringt im westlichen Teil der chinesischen Provinz Guizhou und fließt nordostwärts. Sein Hauptstrom ist 273,4 km lang, sein Einzugsgebiet beträgt 10.874 Quadratkilometer.